# Ann Grete Nørgaard
Ann Grete Nørgaard Østerballe, född 15 september 1983 i Viborg, är en dansk handbollsspelare, som spelar som vänstersexa. Hon blev examinerad folkskollärare vid VIA University College sommaren 2010.

## Karriär i klubbar

### Viborg HK 1995-2006
Som 12-årig kom hon till Viborg HK. I början på sin seniortid fick hon lite speltid på grund av att hon stod i skuggan av landslagsspelaren Henriette Mikkelsen som också var vänstersexa.  Därför var Nørgaard i  flera omgångar utlånad till  Skive FH, som då fungerade som Viborgs satellitklubb i 1. divisionen.

### Randers HK 2006-2008
Under sommaren 2006 bytte Nørgaard klubb till Randers HK på ett 2-årigt kontrakt, efter mer än 10 år i Viborg HK. Ett år innan kontraktet med Randers löpte ut, blev det förlängt den 31 augusti 2007, så att det nu gällde till sommaren 2010. Det uppstod en konflikt  mellan Nørgaard och Randers tränare Martin Albertsen. Nørgaard hade inte blivit uttagen till truppen och fick inte delta i träning inför en match.  Hon valde efter ett par veckor att annullera sitt kontrakt med Randers HK. Hon anklagade klubben for missbruk av det ingångna avtalet och krävde ersättning från klubben. Martin Albertsens uttalande i Randers Amtsavis, att Nørgaard "havde brug for mentalt at finde sig selv igen" var orsaken till Nörgaards reaktion enligt henne. I slutet av oktober 2008 drog Nørgaard och Handbollsspelarföreningen tillbaka sin stämning och ingick förlikning med Randers HK, som bland annat innebar en ekonomisk kompensation till Ann Grete Nørgaard.

### Viborg HK 2008-2009
Efter avskedet från Randers HK gick Nørgaard ett par månader utan att spela handboll, till dess att moderklubben Viborg HK i november 2008 hörde av sig och erbjöd Nørgaard att träna och spela som amatör med klubbens andralag i division 2. I början av 2009 hade hon inte hittat en ny klubb att skriva kontrakt med, och hon sa att hon ville vänta till sommaren 2009 med att finna en ny klubb. I mars 2009 gjorde hon så comeback for Viborgs lag i ligan, då hon blev uttagen till matchen mot Slagelse FH på grund av att Gitte Aaen hade blivit skadad. Därefter blev hon uttagen till de flesta matcherna resten av vårsäsongen, och hon var med om att vinna Danska mästerskapet och Champions League 2009.

### Horsens HK 2009-2010
Nørgaard skrev den 7 juli 2009 ettårigt kontrakt med Horsens Hk. Hon var under säsongen bästa målskytt för laget, Hon blev erbjuden ett kontrakt med den österrikiska storklubben Hypo Niederösterreich. Nørgaard avvisade anbudet från Österrike. Hon räknade med att Horsens skulle klara sig kvar i "damehåndboldligaen". Horsens blev nedflyttade och samtliga spelare blev friställda från sina kontrakt.

### Team Tvis Holstebro 2010-2015
Team Tvis Holstebro blev nästa klubb for Nørgaard, då hon i maj 2010 skrev under ett ettårskontrakt med den klubben. Hon skulle dock stanna i fem år i klubben. 2013 förlängde hon kontraktet till 2015. Det var i Team Tvis Holstebro hon spelade, när hon mästerskapsdebuterade i EM 2010 och gjorde succé som bäste danska målgörare. Hon vann också EHF cupen 2013 med klubben. I mars 2015 stod det klart att hon lämnade klubben.

### Viborg HK  2015-2019[10]
2015 valde Ann Grete Nørgaard att flytta hem till sin hemstad och nuvarande boplats i Viborg HK. Viborg har inte haft några stora framgångar i den danska ligan på senare år så det har inte blivit fler titlar. Viborg HK skar ner sin budget och truppen blev med flera mindre meriterade spelare inför säsongen 2015-2016. Hon förlängde sitt kontrakt med klubben till sommaren 2020. Nørgaards har stått för många mål under de fyra säsongerna i moderklubben. Hon vann bronsmedaljen i danska ligan 2017–2018. Viborg blev också semifinalist två gånger i EHF-cupen säsongerna 2017–18 och 2018–19. Hon var Viborgs bästa målskytt i EHF-cupen, båda säsongerna med 65 respektive 54 mål. Hon togs ut i det officiella All Star-laget i damehåndboldligaen, säsongerna 2015–2016, 2016–2017 och 2017–2018.

### SCM Râmnicu Vâlcea 2019-2020
Hon flyttade till den rumänska klubben SCM Râmnicu Vâlcea i augusti 2019, ett år innan kontraktet gick ut efter en klausul i sin ursprungliga förlängning 2017. Under säsongen blev hon förstaval på vänsterkanten, där hon gjorde 45 mål, vilket gjorde henne till klubbens bästa målskytt under EHF Champions League-säsongen 2019–2020. Laget nådde kvartsfinal i Champions League och slutade 2:a i den nationella ligan. I december 2020 valde hon att sluta i den rumänska storklubben på grund av lönesänkning. Hon var fri att lämna klubben. 

### Storhamar HE 2020-2021
Efter sin avgång från den rumänska toppklubben undertecknade hon i januari 2021 ett kontrakt med den norska toppklubben Storhamar HE.  På grund av restriktioner i Norge, på grund av Coronavirus-pandemin, avbröts resten av säsongen i den norska ligan.  Därför blev det inte mycket speltid för AG i hennes nya klubb.

### Silkeborg-Voel KFUM
I augusti 2021 meddelade den danska ligaklubben Silkeborg-Voel KFUM att den då 37-årige Nørgaard hade skrivit på för klubben.

## Landslagskarriär
Nörgaard spelade 25 juniorlandskamper för Danmark och 39 ungdomslandskamper innan hon debuterade i A-landslaget 24 år gammal. Nörgaard  debuterade i det danska A-landslaget den 28 februari 2007.  Det första mästerskapet Nørgaard blev uttagen till, var EM 2010, och hon spelade sedan alla mästerskap till och med VM 2015. Sista landskampen spelade hon i OS-kvalet 2016 då Danmark förlorade mot Rumänien och Montenegro och missade OS 2016 i Rio. Nørgaard har spelat 139 landskamper för Danmark och gjort 549 mål i landslaget.

## Meriter
- VM-brons 2013 i Serbien med Danmarks damlandslag i handboll
- 2 Champions League titlar med Viborg HK  2006 och 2009
- 3 EHF cuptitlar med Viborgs HK 2004 och Team Tvis Holstebro 2013 och 2015
- 5 Danska mästerskap med Viborgs HK : 2001, 2002, 2004, 2006 och 2009.